# Svileni mravojed
Svileni mravojed ili dvoprsti mravojed (lat. Cyclopes didactylus) je sisavac iz reda krezubica. Jedina je vrsta iz porodice Cyclopedidae.
Svileni mravojed najmanji je živući mravojed. Ima proporcionalno kraće lice i veću lubanju od drugih vrsta mravojeda. Odrasli imaju ukupnu dužinu u rasponu od 360 do 450 mm, uključujući i rep dug 17 do 24 cm. Težina je 175 do 400 g. Krzno je gusto i meko, koje varira od sive do žućkaste boje, sa srebrnim sjajem. Mnoge podvrste imaju tamnije, često mrke pruge i svjetlije udove. Oči su im crne, a stopala crvena.
Ovoj vrsti ne prijeti opasnost od izumiranja, jer ima široko rasprostranjenje i česta je vrsta. 
Svileni mravojed nastanjuje područje koje obuhvaća veći broj država, pretežito u Južnoj Americi, no i u dijelovima Srednje Amerike. Vrsta je prisutna u državama kao što su: Brazil, Meksiko, Venezuela, Kolumbija, Bolivija, Salvador, Gvajana, Surinam, Francuska Gvajana, Peru, Ekvador, Panama, Nikaragva, Kostarika, Gvatemala, Honduras, Belize te Trinidad i Tobago. 
Staništa svilenoga mravojeda su šume i savane. Po visini rasprostranjenosti obitava na prostorima od razine mora do 1500 metara nadmorske visine.
Ženka obično okoti po jedno mladunče.